# Rebecca Lazarides
Rebecca Lazarides ist eine deutsche Erziehungswissenschaftlerin und Hochschullehrerin. Sie hat seit 2021 die Professur „Schulpädagogik/Empirische Unterrichtsforschung“ an der Universität Potsdam inne.

## Leben
Sie erwarb 2008 das Diplom im Fach Erziehungswissenschaft an der FU Berlin und 2013 die Promotion zur Dr. phil an der TU Berlin im Fach Psychologie mit einer Dissertation zum Thema Mathematikinteresse von Schülerinnen und Schülern. Von 2016 bis 2021 war sie Professorin (W1) für Schulpädagogik mit dem Schwerpunkt Schul- und Unterrichtsentwicklung, Department Erziehungswissenschaft, Universität Potsdam. 2021 wurde sie Professorin (W3) für Schulpädagogik/Empirische Unterrichtsforschung an der Universität Potsdam.
Ihre Forschungsschwerpunkte sind Unterrichts- und Schulentwicklung, Unterrichtsqualität und affektiv-motivationale Entwicklung Lernender im Unterricht, Heterogenität im Unterrichtskontext: Geschlechtsspezifische Bildungsdisparitäten, Digitalisierung im schulischen Kontext, Lehrkräftebildung: Selbstwirksamkeit und Praxiserfahrungen, Motivation von Lehrkräften und Schule und Familie als Lern- und Entwicklungskontexte.

## Publikationen (Auswahl)
- mit Thomas H. Ittel: Differenzierung im mathematisch-naturwissenschaftlichen Unterricht Implikationen für Theorie und Praxis, Bad Heilbrunn Klinkhardt, 2012. OCLC 780134068
- Mathematikinteresse von Schülerinnen und Schülern : zur geschlechtsspezifischen Bedeutung von Unterrichtsgestaltung, Lehrkräften und Eltern für individuelles Interesse an Mathematik am Ende der Sekundarstufe I, Berlin, Techn. Univ., Kumul. Diss., 2013. OCLC 914827355
- Lehramtsstudierende im Orientierungspraktikum: Wie wird die universitäre Praktikumsbetreuung wahrgenommen? Langnau, Emmental Schweizerische Gesellschaft für Lehrerinnen- und Lehrerbildung (SGL),  2015. OCLC 1188946566
- mit Diana Raufelder: Longitudinal Effects of Student-Perceived Classroom Support on Motivation – A Latent Change Modeliver Text, Greifswald Universität Greifswald, 2017. (Engl.) OCLC 1236172282
- mit Charlott Rubach und Barbara Budrich: Emotionen in Schule und Unterricht Bedingungen und Auswirkungen von Emotionen bei Lehrkräften und Lernenden, Leverkusen Verlag Barbara Budrich, 2020. OCLC 1153451858